# Schalenkollapsar
Ein Schalenkollapsar ist ein hypothetisches Himmelsobjekt. Es handelt sich dabei um einen kollabierten Stern, der einem Schwarzen Loch ähnelt, aber ohne eine zentrale punktförmige Singularität und ohne Ereignishorizont gebildet wird. Das Modell des Schalenkollapsars wurde erstmals von Trevor W. Marshall vorgeschlagen und erlaubt die Bildung von Neutronensternen jenseits der Tolman-Oppenheimer-Volkoff-Grenze von 0,7 M☉.
Ein Schalenkollapsar ist in seinem Inneren leer und verkörpert dort das De-Sitter-Modell. Gemäß dem newtonschen Schalentheorem ist die Schwerebeschleunigung im Zentrum jedes Himmelskörpers null und steigt bis zu seiner Oberfläche an (vgl. Schwerefeld im Erdinneren (PREM)).  Bei Neutronensternen jenseits der Tolman-Oppenheimer-Volkoff-Grenze ist die Zeitdilatation durch Gravitation an seiner Oberfläche extrem, so dass der Neutronenstern an seiner äußeren Schale quasi einfriert. Eine weitere mögliche Erklärung ist, dass mit dem Verlassen des Newtonschen 1/r²-Gesetzes am Ort der stärksten Raumkrümmung das newtonschen Schalentheorem nicht mehr gilt, auswärtsgerichtete Gravitationskräfte entstehen und die innere Materie in die Schale ziehen. Neuere Berechnungen von Neslušan, basierend auf Ni's Lösungen der Einsteinschen Feldgleichungen unterstützen dies und beschreiben, dass die Gravitation in den innersten Regionen dieser Objekte nach außen gerichtet ist, anstatt wie erwartet nach innen. Diese ungewöhnliche Ausrichtung der Gravitation wird einzig durch die normalen, anziehenden Kräfte der Gravitation verursacht und zeigt ein Minimum des Gravitationspotentials g_{tt} am Ort der Materienschale und nicht im Zentrum des Schalenkollapsars.
Der Schalenkollapsar ist ein Sonderfall eines Gravasterns. Bei dem Gravastern stabilisiert eine exotische Form von Materie mit der Zustandsgleichung von dunkler Energie im Innern das Objekt. Die Existenz dunkler Energie wird aber selbst auf kosmischer Skala noch in Frage gestellt. Der Schalenkollapsar kommt allein mit Neutronensternmaterie für 2.7 M☉ (bzw. entartete Materie für {\displaystyle 10^{9}} M☉) und den Einsteinschen Feldgleichungen zu einem ähnlichen Ergebnis und erfüllt damit Ockhams Sparsamkeitsprinzip.